# Applied Materials
Applied Materials — американская компания, поставляющая оборудование, услуги и программное обеспечение для производства полупроводниковых (интегральных) микросхем и плоскопанельных дисплеев. Штаб-квартира компании располагается в Санта-Кларе, штат Калифорния, в Кремниевой долине.

## История
Аpplied Materials была основана в 1967 году Майклом А.Макнейли и партнёрами. В 1972 году компания стала публичной. К 1973 году доля компании на рынке полупроводниковых систем достигла 6,5 %. В 1974 году компания вышла на рынок кремниевых слитков, однако уже в следующем году столкнулась с кризисом в полупроводниковой отрасли, продажи упали на 45 %. С 1976 года под руководством нового CEO Джеймса С. Моргана компания сконцентрировалась на производстве полупроводникового оборудования. В 1978 году продажи компании увеличились на 17 %, а в 1979 году — на 51 %.
В 1984 году компания стала первым американским производителем полупроводникового оборудования, открывшим собственный технологический центр в Японии, и первой компанией по производству полупроводникового оборудования, которая открыла сервисный центр в Китае.
В 1987 году Applied Materials представила новейшую разработку — Applied Precision 5000, которая представляла собой платформу из четырёх камер, способную выполнять для полупроводниковой пластины разные технологические процессы. В 1993 году это изобретение было включено в постоянную коллекцию информационной эры Смитсоновского института. Также в 1993 году в Японии было создано совместное предприятие с Komatsu по производству оборудования для изготовления ЖК-дисплеев, продажи Applied Materials в этом году впервые превысили 1 млрд долларов.
В 1997 году было куплено два израильских производителя контрольно-измерительного оборудования, Opal Technologies и Orbot Instruments, а также куплена американская компания Consilium, которая занималась разработкой программного обеспечения для управления производственными процессами. В 1999 году была выкуплена доля Komatsu в совместном предприятии, а также куплен производитель оборудования для химико-механической планаризации Obsidian. В 1999 году выручка компании превысила 5 млрд долларов. В 2000 году за 1,8 млрд долларов был куплен производитель масок для фотолитографии Etec Systems. В 2001 году была куплена израильская компания Oramir, выпускавшая оборудование для лазерной очистки полупроводниковых пластин. В 2011 году за 4,9 млрд долларов была куплена базировавшаяся в Массачусетсе компания Varian Semiconductor, её специализацией было оборудование для ионной имплантации.
В 2019 году Applied Materials объявила о согласии на грядущую покупку японской полупроводниковой компании Kokusai Electric. 1 октября 2020 было объявлено о расторжении сделки в период с 30 сентября по 30 декабря.
В ноябре 2023 года против компании Министерство юстиции США начало расследование в отношении нарушения санкций против КНР. В декабре 2020 года были введены ограничения на поставки фотолитографического оборудования для SMIC, однако, по данным следователей, Applied Materials обходила эти ограничения, поставляя оборудование через Южную Корею.

## Собственники и руководство
Акции компании котируются на бирже Nasdaq. Институциональным инвесторам по состоянию на начало 2024 года принадлежало около 80 % акций, крупнейшими держателями были The Vanguard Group (8,79 %), BlackRock (8,69 %), Capital Group Companies (6,98 %), State Street Corporation (4,45 %), Geode Capital Management (2,22 %), T. Rowe Price (1,62 %).
- Томас Янотти (Thomas J. Iannotti) — председатель совета директоров, член совета директоров с 2005 года; до 2011 года работал в Hewlett-Packard, включая пост старшего вице-президента с 2009 года.
- Гари Дикерсон (Gary E. Dickerson, род. в 1957 году) — президент с 2012 года, генеральный директор (CEO) с 2013 года, ранее возглавлял компанию Varian, которую Applied Materials поглотила в 2011 году.

## Деятельность
Структурно Applied Materials имеет три подразделения: «Полупроводниковые системы» (Semiconductor Systems), «Глобальные услуги» (Applied Global Services) и «Дисплеи и смежные рынки» (Display and Adjacent Markets). Также Applied Materials занимаются венчурным инвестированием через Applied Ventures.
Подразделение полупроводниковых систем занимается разработкой и производством оборудования, используемого на этапах изготовления пластин для создания полупроводниковых приборов, включая атомно-слоевое осаждение (ALD), химическое осаждение из газовой фазы (CVD), вакуумное напыление (PVD), быструю термическую обработку (RTP), химико-механическую планаризацию (CMP), травление, ионную имплантацию и контроль пластин. 74 % выручки.
Подразделение глобальных услуг занимается установкой, техническим обслуживанием и модернизацией оборудования. Также это подразделение занимается программным обеспечением производственной среды. 22 % выручки.
Подразделение дисплеев и смежных рынков организовано в 2006 году после приобретения Applied Films Corporation. Производит оборудование для производства дисплеев на жидких кристалла (TFT-LCD) и органических светодиодах (OLED). 3 % выручки.
Компания использует распределённую систему производства, различные комплектующие и подсистемы изготавливаются в разных странах, включая Китай, Израиль, Японию, Южную Корею, Сингапур, Тайвань и США. Основные заводы полупроводниковых систем находятся в Сингапуре, США (Остин и Глостер) и Израиле (Реховот); главный завод подразделения дисплеев находится на Тайване (Тайнань).
Выручка за 2022/23 финансовый год составила 26,5 млрд долларов. Основными рынками для компании были Китай (27 % выручки), Тайвань (21 %), Южная Корея (18 %), США (15 %), Европа (8 %) и Япония (8 %). Крупнейшими покупателями продукции компании являются TSMC, Samsung Electronics и Intel.
В списке крупнейших публичных компаний мира Forbes Global 2000 за 2023 год Applied Materials заняла 316-е место.